# Lonchoptera malaisei
Lonchoptera malaisei är en tvåvingeart som beskrevs av Andersson 1971. Lonchoptera malaisei ingår i släktet Lonchoptera och familjen spjutvingeflugor. Inga underarter finns listade i Catalogue of Life.